# Sachwertverfahren
Das Sachwertverfahren ist ein Verfahren zur Wertermittlung von Immobilien und ist in Deutschland durch die §§ 35 bis 39 ImmoWertV geregelt.

## Anwendung und Grundsätze
Diese Art der Wertermittlung wird in der Regel bei nicht am Mietmarkt gehandelten Immobilien (z. B. eigengenutzten Einfamilienhäusern) angewendet. Hintergrund ist die Tatsache, dass sich der Wert der Immobilie nicht nach den zukünftig dauerhaft erzielbaren Reinerträgen, sondern nach den Herstellungskosten bzw. Wiederbeschaffungskosten (Sachwert) bemisst. Traditionell wird deshalb das Sachwertverfahren bei eigengenutzten Objekten wie Eigentumswohnungen sowie Ein- und Zweifamilienhäusern angewendet.
Grundsätzlich wird im Sachwertverfahren ermittelt, welche Kosten bei einem Neubau (Ersatz) des zu bewertenden Objektes entstehen würden. Ganz explizit sind hier nicht „Rekonstruktionskosten“ gemeint. Im Anschluss wird die Abnutzung bewertet und abgezogen. Des Weiteren sind sonstige wertbeeinflussende Umstände zu berücksichtigen. Das Sachwertverfahren bezieht sich meist auf die baulichen Anlagen, der Wert des Grund und Bodens wird im Vergleichswertverfahren bestimmt.

## Unterarten des Sachwertverfahrens

### Deutsches Sachwertverfahren
Das deutsche Sachwertverfahren ist durch die ImmoWertV in Verbindung mit der Sachwertrichtlinie und dem Baugesetzbuch stark normiert. Im ersten Schritt ist der Typus der zu bewertenden baulichen Anlagen (Nutzung, Bauweise, Geschossigkeit, Unterkellerung, Dachform, Ausstattung, Unterhaltungszustand etc.) und deren Nutz- und Bruttogrundfläche festzustellen. Die verschiedenen Gebäudetypen werden u. a. in den Normalherstellungskosten 2000 bzw. 2010 definiert, ergänzend auch die Baukosteninformationen der Architektenkammern und präziser die Baukostenaufstellungen von Dr. Mittag. Aufgrund des zugeordneten Gebäudetyps ist ein Wert aus der vorgeschlagenen Preisspanne angemessen zu wählen. Weiterhin muss durch Indexierung die Veränderung der Baukosten zwischen Stichtag bzw. Zeitpunkt der Ableitung der Vergleichskosten und dem Bewertungsstichtag vorgenommen werden (siehe Zahlenreihen Statistisches Bundesamt). Der sich ergebende Wert sind die Wiederherstellungskosten als reine Baukosten der KG 300 und 400 nach DIN 276 (die KG 100 und 200 beziehen sich auf das Grundstück und dessen Erschließung).
Zu beachten ist ferner die Umsatzsteuer: Für rein gewerbliche Objekte kann meist davon ausgegangen werden, dass auf die Befreiung der Mieten von der Umsatzsteuer verzichtet wird, so dass der Eigentümer die Vorsteuer abzieht (umgangssprachlich: es wurde optiert). In diesem Falle sind Nettokosten anzusetzen. Anders verhält es sich bei Wohnobjekten, Objekten in öffentlichem Eigentum oder bei Objekten mit Vermietung an nicht umsatzsteuerpflichtige Unternehmen (z. B. Banken), bei denen brutto zu rechnen ist – entscheidend ist die tatsächliche Nutzung. Zu diesen Kosten der KG 300 und 400 sind die Baunebenkosten insbesondere der KG 700 (untergeordnet auch KG 500 und 600) hinzuzurechnen. Hierfür halten die NHK 2000 je nach Gebäudetyp prozentuale Ansätze bereit. Es ergibt sich der komplette Preis der Wiederbeschaffung im Neuwert. Die NHK 2010 beinhalten bereits Baunebenkosten und 19 % Umsatzsteuer.
Da das Objekt im Regelfall jedoch nicht neuwertig ist, muss die altersbedingte Abnutzung berücksichtigt werden. Aus dem Baujahr und der üblichen wirtschaftlichen (nicht technischen) Gesamtnutzungsdauer (GND) eines Gebäudes, welche wiederum z. B. den NHK 2000 bzw. der Anlage 3 der Sachwertrichtlinie zu entnehmen ist, ergibt sich die Restnutzungsdauer (RND). Die rechnerisch ermittelte RND ist im Falle von entsprechenden Sanierungsmaßnahmen anzupassen. Ein Modell zur Ableitung der wirtschaftlichen Restnutzungsdauer für Wohngebäude unter Berücksichtigung von Modernisierungen beschreibt Anlage 4 der Sachwertrichtlinie. Der Wiederbeschaffungswert ist bei einer unterstellten linearen Abnutzung mit RND/GND zu multiplizieren (Wertabschlag ist 1-RND/GND) und ergibt den Zeitwert. Alternativ zur linearen Abnutzung kann auch aus entsprechenden Tabellen eine nicht-lineare Abnutzung angesetzt werden, wenn z. B. das Gebäude nutzungsbedingt bereits zu Anfang überproportional stark abgenutzt wird (z. B. nach ROSS). Der ermittelte Zeitwert ist nun um Zu- und Abschläge wegen besonderer objektspezifischer Grundstücksmerkmale zu korrigieren. Dies sind z. B. Instandhaltungsstau oder Kontaminationen des Gebäudes. Die Berücksichtigung der allgemeinen Wertverhältnisse auf dem Grundstücksmarkt erfolgt gemäß § 21 ImmoWertV durch Anwendung von Sachwertfaktoren (§ 14 Absatz 2 Nummer 1 ImmoWertV). Hinweise zur Ableitung und Anwendung der Sachwertfaktoren gibt die Sachwertrichtlinie.
Zum im Sachwertverfahren ermittelten Wert der baulichen Anlagen ist der (im Regelfall im Vergleichswertverfahren ermittelte) Wert des Grund und Boden zu addieren, so dass sich der Wert des bebauten Grundstücks ergibt.
Anmerkung: Früher wurden die Kosten der Wiederherstellung meist auf Basis des umbauten Raumes (uR) bzw. Brutto-Rauminhalt (BRI) anhand der so genannten 1913/1914er Kostenkennwerte ermittelt. Hierbei handelt es sich um aus damaligen Preisen fortgeschriebene Werte. Diese Vorgehensweise ist als unzeitgemäß abzulehnen, da die Indexierung von Preisen über zwei Weltkriege plus Hyperinflation kaum vertretbar ist. Zudem entsprechen die seinerzeit definierten Bautypen nicht mehr heutigen Zuschnitten. Insofern ist die Ableitung der NHK 2000 auf Basis der empirischen Ermittlungen von Dr. Mittag sachgerechter. Ergänzend können die Informationen des Baukosteninstitutes der deutschen Architekten genutzt werden.

### Internationale Verfahren
Das international gebräuchliche angelsächsische Verfahren der Replacement Cost deckt sich methodisch weitgehend mit den deutschen Herangehensweisen, wobei weniger normierte Angaben zu den Baukosten und den Nutzungsdauern vorliegen.

### Berechnung
Der Sachwert von Immobilien wird in der Regel in fünf Schritten ermittelt.
| Schritt 1: Berechnung des Bodenwertes            | Grundstücksfläche × Bodenrichtwert pro m² = Bodenwert                            |
| Schritt 2: Berechnung Gebäude Herstellungskosten | Regel Herstellungskosten pro m² × Bruttogrundfläche = Gebäude Herstellungskosten |
| Schritt 3: Berechnung Gebäude Sachwert           | Gebäude Herstellungskosten – Alterswertminderung = Gebäude Sachwert              |
| Schritt 4: Vorläufigen Sachwert berechnen        | Gebäude Sachwert + Bodenwert = vorläufiger Sachwert                              |
| Schritt 5: Endgültigen Sachwert ermitteln        | Vorläufiger Sachwert × Marktanpassungsfaktor = endgültiger Sachwert              |